# イオマンテ

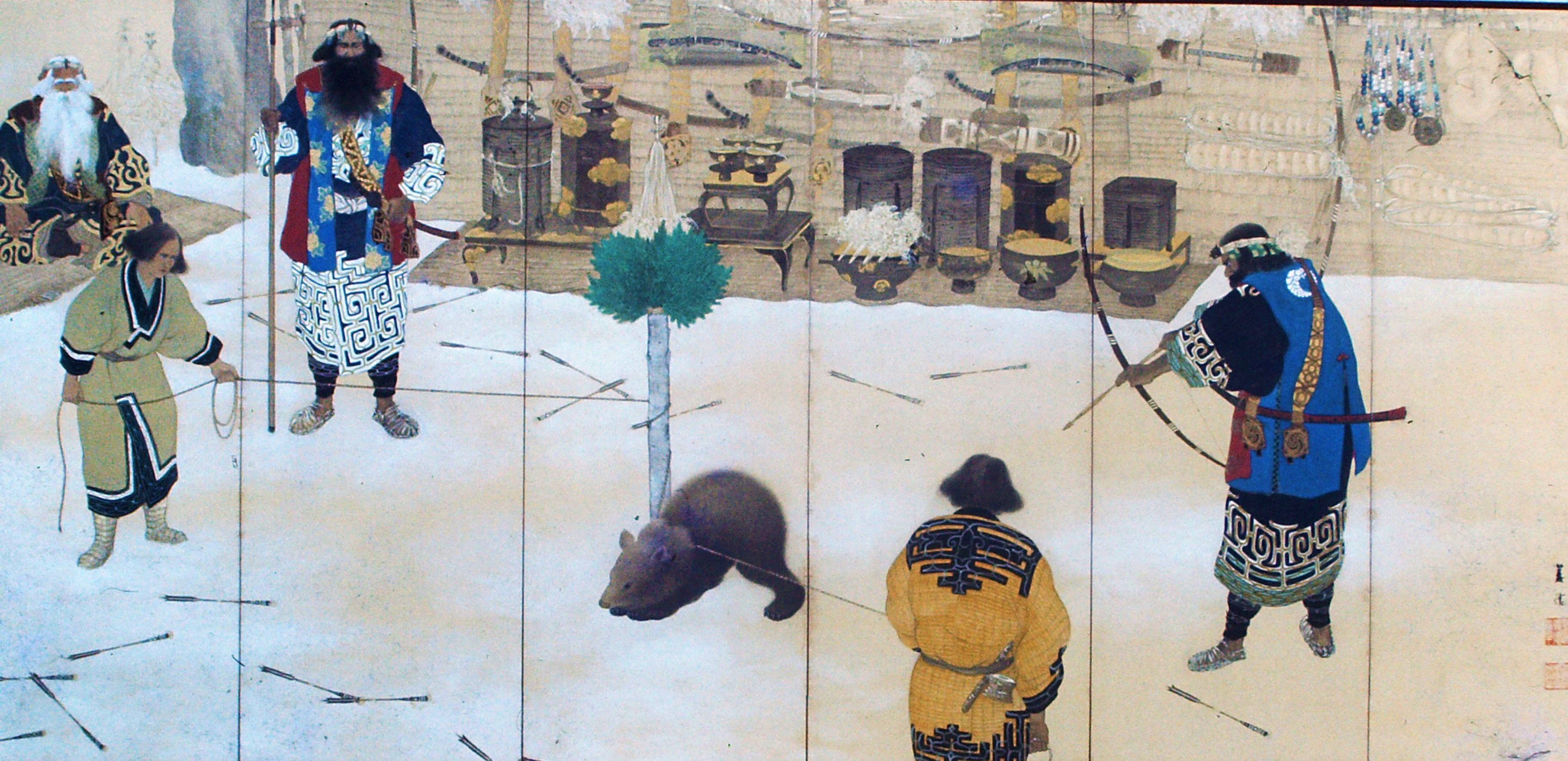
日本画家・村瀬義徳による「アイヌ熊祭屏風」。熊を遊ばせる場面

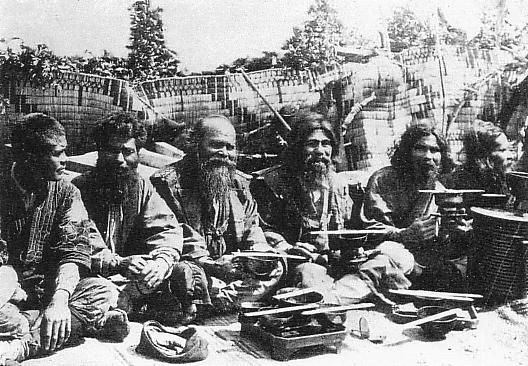
イオマンテを行うアイヌの男性たち。供物を捧げている。（1930年撮影）

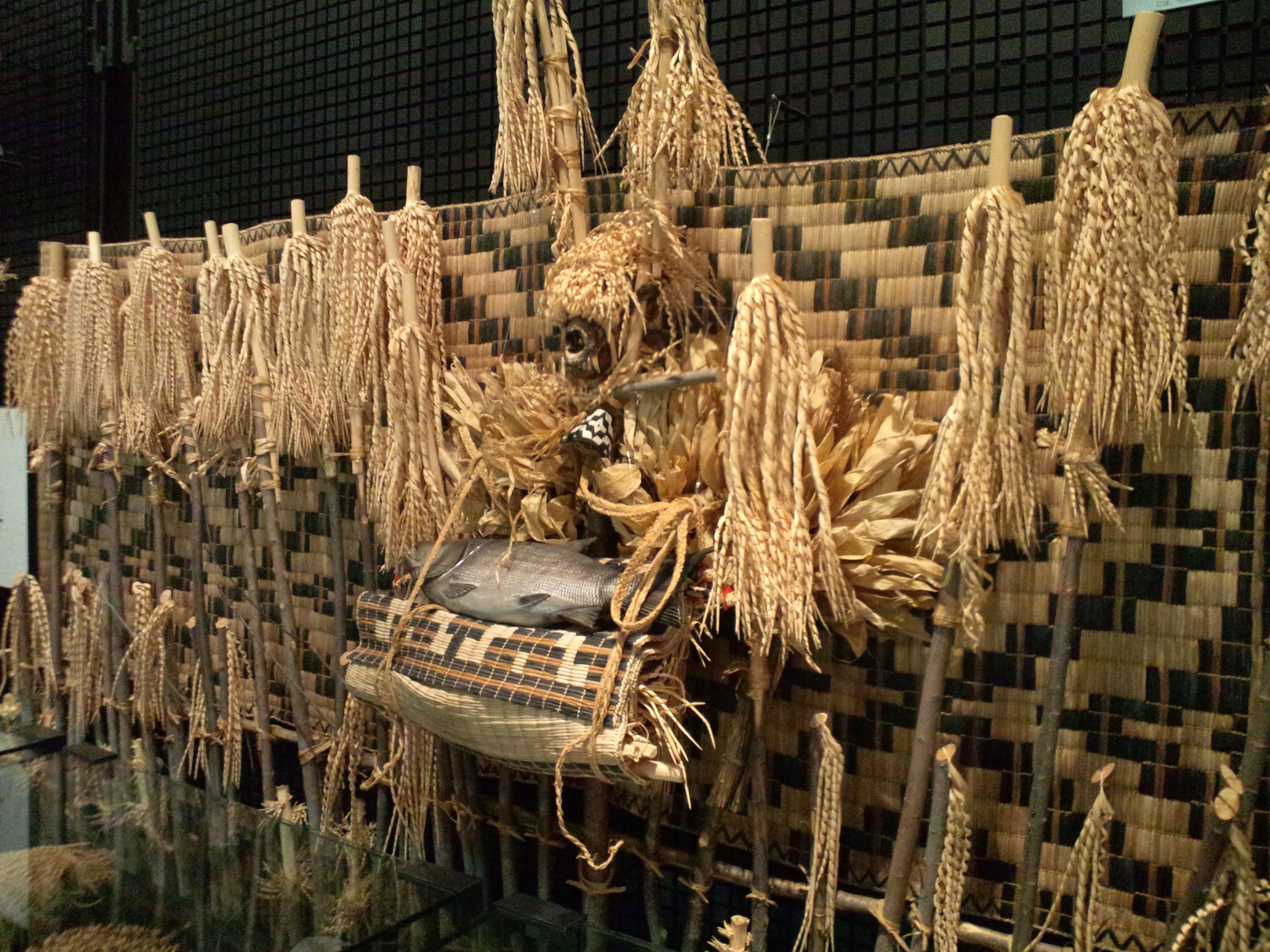
イオマンテ用に設けられたヌササン（幣場）。中心にイナウで飾り付けた熊の頭骨を祭り、周囲に捧げものとしてのイナウや供物の鮭を捧げる（大阪府吹田市、国立民族学博物館の展示物）

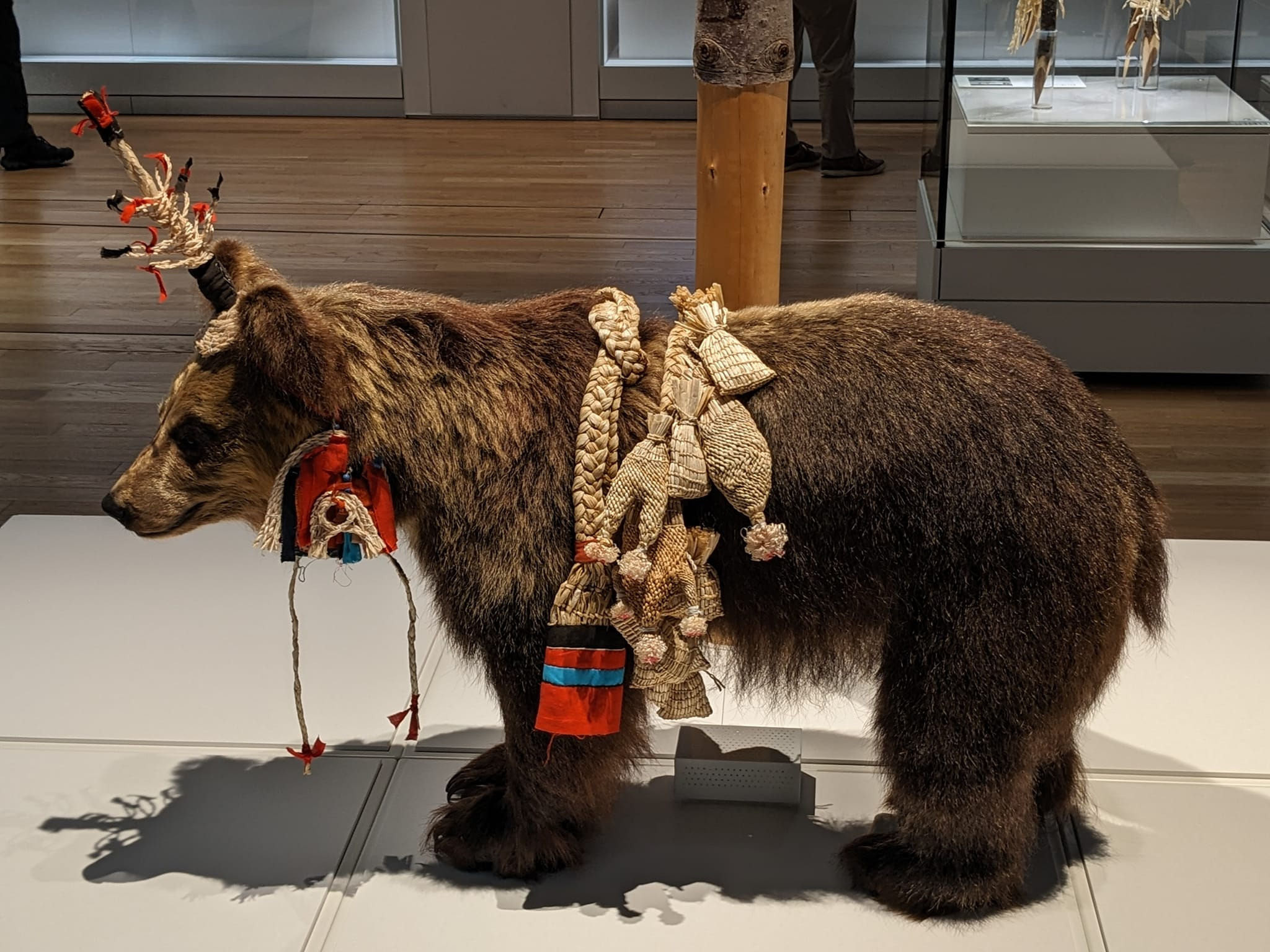
樺太アイヌのイオマンテにおける、熊の飾りつけの再現（ウポポイの展示品）

イオマンテ（アイヌ語: Iomante）とはアイヌの儀礼のひとつで、ヒグマなどの動物を殺してその魂であるカムイを神々の世界に送り帰す祭りのことである。

## 用語・概説
イオマンテの語は、イ（i、'それを'）+ オマン（oman、'行く、山にやる'）+ テ（te、'～せる'、使役動詞語尾）からなり、すなわち'それを送る'という意味であるが。「イヨマンテ」ともカナ表記される。
「イ」（’それ’）とは恐れ多いカムイの名を直接呼ぶ事を避けた婉曲表現であり、従ってイオマンテとは熊に限らずカムイが来た「他界」に返す儀式の意である。すなわち「イオマンテ」は語意からすれば、「熊送り」にかぎらず他の狩猟の獲物を送ることにも該当する言葉ともいえる（ § 熊以外のイオマンテ 参照）。
しかしながら一部地方では、「イオマンテ」をあくまで飼育したヒグマを対象とする儀式のこととしており、一般の場合は「オプニレ」または「ホプニレ」（opunire, kamuy hopunire）という言葉をもちい、捕殺したヒグマ（や他の動物）を狩場で送る簡易な儀式の意味に充てている。
あるいは、取るに足らない小動物を送るのに「イワクテ」ともいう。「イワクテ」は本来、破損した道具の魂を送ることであるが、リスやウサギなどの送りを「イワクテ」するともいう。
近代においては単にイオマンテという場合、熊（ヒグマ）のイオマンテが主体とされる。

## 儀式

### 捕獲、檻、飼育
冬の終わりに、山野でみつけた小熊か、穴で冬眠している間に生まれた小熊を狩る。母熊は殺すが、小熊は集落に連れ帰って育てる。最初は、人間の子供と同じように家の中で育て、赤ん坊と同様に母乳をやることもあったという。大きくなってくると屋外の丸太で組んだ檻（ヘペレセッ heper-set）に移すが、やはり上等の（人間並みの）食事を与える。1年か2年ほど育てた後、熊祭の到来で檻から出される（別れの印として熊に酒を注いでふるまうともいう）。格子の間から「熊の綱」エペレトゥシ（heper-tush）を垂らし、輪が（あるいは3本）首に（タスキ状に掛かったら）、下の丸太をはずして外に連れ出す。式場には家屋の裏の祭場などを使う。
この檻だしの段取りは、公開の場で観衆の見るなかでもおこなわれるが、女性たちが悲哀をこめたおももちで手拍子を打ってウポポ（祭りの歌）を歌い、リムセを踊って熊をもてなす。熊を綱で捕縛したら、蓑のようなポンパケ（イナウの削り花で編んだ網のような前垂れで、色鮮やかな布（サランペ）を縫い付けてある）を着せて、その四隅の紐を腹側で結び、耳に穴をあけて耳飾り（カムイニンカリ）をつけ、役目の者たちが飛びのくと熊は"サランペ(色の布)をふり立てて跳ね回る"。

### 広場
小熊は広場に連れ出さられ、中央の地面に打たれた杭（棒）に縄で繋がれる。この杭棒の先はイナウで装飾する。

### 花矢撃ちから屠殺
そしてまず、殺傷能力のひくい花矢が撃ち込まれる。花矢（ヘペレアイ）は、矢先に木製の鉤がついており、皮膚には軽く刺さる程度である。矢尻は黒染めにして沈み彫りで模様が彫られる、赤い絹布（サランペ）などでも装飾する。万が一刺さってしまったら、先端に笹の葉をつけた棒（タクサ）で矢を払う。動かない熊をタクサで挑発したりもする。花矢の儀式は日が暮れるまで続き、人も熊もつかれるので、また柱につないで休ませる。屠殺には、二本の丸太の間で首を挟んで絞め殺す装置（レクヌンパニ）を使う。熊が育ちすぎて困難な場合は、手練れのエカシに本矢で心臓を射抜かせる。死ぬと、天に向かって矢を放ち、皆に合図する。熊を育てた女子は、泣きわめくという。

### 幣場
ヒグマを解体してその肉を（翌日には）人々にふるまう。式場のヌササン（幣場、神壇）には、特別のイナウを立て、ニカプンベ(綾蓆、花蓆)で飾りたて、エムㇱ（宝刀）、イカヨップ(矢筒)、シトキ(胸飾)などの鎧、シントコ（行器）などが並べてある。また、団子（シト）、干し魚、花矢などを蓆でくるみ、背負えるようにした「お土産」（ヘペレシケ）も用意されている。お土産に持たせる食物ははイモカシケともいうが（imoka-sike、「宴の名残」）、バチェラーが見たのは稗か粟餅を数珠つなぎにしたものだった。
熊を横たわらせたら、首には矢や干し鮭（サチェップ）の入った矢筒を翔け、ポンパケも載せる。ッキ(高杯)で酒も捧げる。

### クルミ撒き
近代のイオマンテの一環として、熊が死体となってから、いわゆる「クルミ撒き」という儀式も行われる。（神社の餅まきにも似てることから）、池田論文では"アイヌ文化と和人文化の接触"の側面として解説している。
十勝伏古のクマ祭りでは、熊を屠ったあとで男衆が檻によじ登って、そこから観衆にクルミ、クリなどを撒きちらして配るという。根室虹別（現今の標茶町）スワンコタンのクマ祭りで、熊の解体後、エカシたちが、クルミと干しサケの細切りをばらまくのを観衆が競って拾い集めるのだという。また大正末の著述でもクルミや蜜柑が配られる、とある。
また、秦檍麿（）こと村上島之允（）筆『蝦夷島奇観』（自筆現本は1799年ないし1800年）の添え書きに、すでに「栗の実や粢（キビないし米の餅のこと）」を撒く風習があったことが示されている（ § 儀式の進行参照）。

### 解体後の流れ
頭部の皮は胴体につなげたまま、肉つきの頭骨だけを切り離して取り出し、下処理してほぼ頭骨だけにし、室内でウンメンケ/ウンメムケ（un-memke）という頭骨（マラット）を飾る大事な儀式を行い、神窓（kamui-puyar）から頭を外に出し、木の棒に固定しヌササンの突き立てて置くのが大体の流れで、これで頭蓋を送る祭り（マラットのオプニレ）が完了したこととなり、イオマンテもほぼ終了する。

### 頭部の送り
ウンメムケは、屋内の祭壇の前で執り行うが、場合によっては屋外のカムイヌサ（熊のヌササン）のところで行うこともある。この頭骨はだいたいにおいてイナウやイナウキケ（削り花）を使って装飾するが、頭蓋内の空洞や眼窩などを詰めたりするほか、地域によっていろいろ細かい作業をおこなうをつけたりもする) 。
頭蓋骨には、少々の皮膚や肉も残されているが、外にさらされているうちに腐敗してなくなり、しゃれこうべになるとバチェラーは見聞している。ただ、その絵図にあるように、耳も残しており 、これは意図的と思われる。たとえばスワンコタンのクマ祭りの風習でも、本来は目から先の鼻先部は頭骨に残しておいたが、毛皮の価値を残すためそれをしなくなった。しかし、耳は残すといわれる。また、耳の間（頭頂から額）にかけて皮下組織の結締組織を、鳥居形のリボン状にのこし、これを削り花で覆い、それがシケタラ、つまり「土産物（を背負う）縄」となるのだという。
頭骨には、炉の前に据えて、首飾、団子（シト）、弓（クウ）、飾太刀（エムシ）を吊るしたり、エカシが祭典で使った冠（サパウンペ）供え、最後の訣別の祈り（カムイノミ）を捧げたりする。シトもそうだが、濁り酒（トノト）やご飯もあらかじめとりわけておいた分を供物にくわえる。
終わると神窓から頭を外に出して、ユクサパオニ（yuk-sapa-o-ni、'クマ・あたま・のる・木'）に固定する。バチェラーが聞いたのはケオマンテ・二（keoman[t]e-ni、「送りの木」）という名称である。頭骨を置いた棒には、ポンパケ（さきほどの蓑・前掛け）を頭骨から吊るされるように供えたり、あるいは刺繍した衣服（kapar-amip）を着せたように装うこともあった。

### 解釈
殺したばかりのカムイの遺体には、まだその魂 (ラマッ、ramat) が（両耳の間に留まっており）、これを分離して解放し家（神々の世界、カムイモシリ、kamuy mosir）に送り帰す、がための祭である。宗教的には、ヒグマの姿を借りて人間の世界にやってきたカムイを一定期間大切にもてなした後、見送りの宴を行って神々の世界にお帰り頂くものと解釈されている。ヒグマを屠殺して得られた肉や毛皮は、カムイが置いて行った置き土産であり、これの礼としてもてなしで遇するのがイオマンテである。熊への返礼の土産（ヘペレシケ）についてはすでに述べたが、花矢で射かけるのも贈物の意義があり、タクサではたき落とした矢の矢尻と柄がはなれて壊れると、花矢の魂が抜け去り、クマの魂が戻るカムイの国に送り届けられるものだとされている。
地上で大切にされた熊のカムイは、天界に帰った後も再度肉と毛皮を土産に携え、人間界を訪れる。さらに人間界の素晴らしさを伝え聞いたほかの神々も、肉や毛皮とともに人間界を訪れる。こうして村は豊猟に恵まれる。熊の再訪を願うために、人間からの上述のような土産を大量に捧げる。イオマンテの宴で語るユーカラは、佳境に入ったところでわざと中断する。神が続きを聞きたがり、再訪することを狙う。
類似の熊送り儀礼は、樺太周辺のニヴフなど、ユーラシア・タイガの北極圏に近い内陸狩猟民族に広く存在している。イオマンテもその一種である。
北海道におけるイオマンテの儀式は1955年に北海道知事名による通達によって「野蛮な儀式」として事実上禁止となった。2007年4月、通達を撤回している。

### 儀式の進行
幕吏の秦檍麿（）こと村上島之允（）筆『蝦夷島奇観』（1799年）は、イオマンテを明言した古例であり、イオマンテの進行の幾つかの場面が、解説付きで描画されている。また、東京国立博物館蔵本（1807年）ほか、複数の絵師による模写本が数点存在する。
群夷栗
以下の5つの場面が描かれる：
- イナウ作りやクマ檻の中の子熊を人が取り囲む場面（下図（1）ブルックリン美術館蔵本）
- 縄につながれたクマに花矢を射る場面
- 丸太でクマの首を絞める場面（下図（4）函館図書館蔵本、1847年の模写）。

添え書きにはさらに、「このとき処によって群る夷（）に栗の実や粢（きび・米餅）を蒔きかける」者もあり、熊の世話係だった女性が転び泣き伏す、とある。
- クマを祭壇に安置しカムイノミを行う場面（下図（5）大英博物館蔵本（1850-80年代の模写）[91][注 17]。）
- 和人が同席しての酒宴の場面[注 18]

儀式の場面
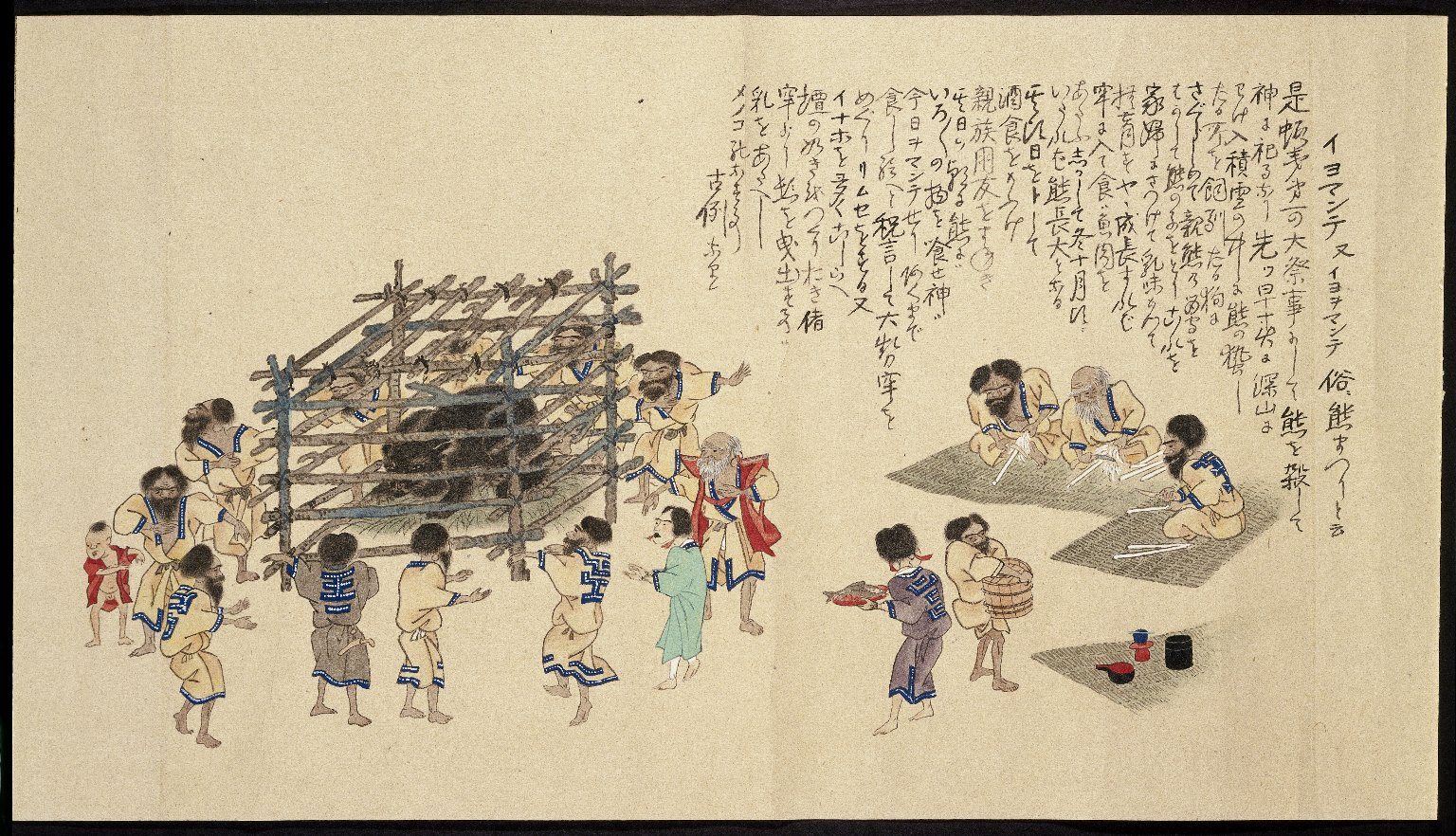
（1）イオマンテの準備。画面右では長老がカムイに捧げるイナウを削り、女たちは酒の用意をしている。画面左では村人が熊の檻を囲んで踊り、神との別れを惜しんでいる。
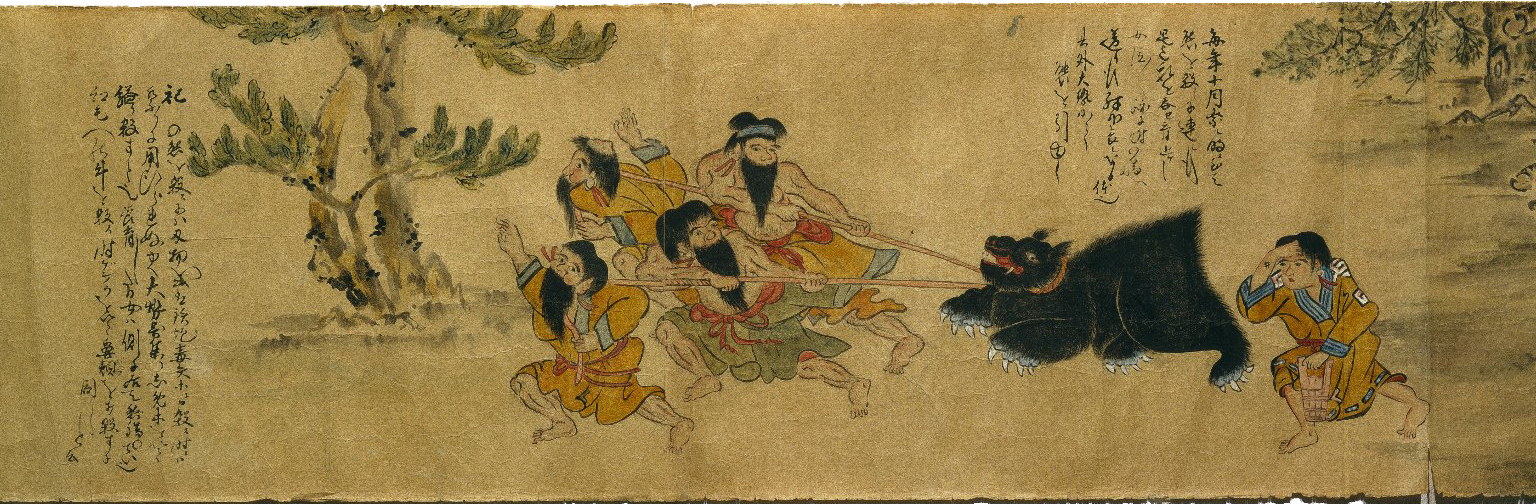
（2）熊を檻から引き出し、ロープをかけて広場に連れ出す。右から、熊の世話係だった女性が従う。
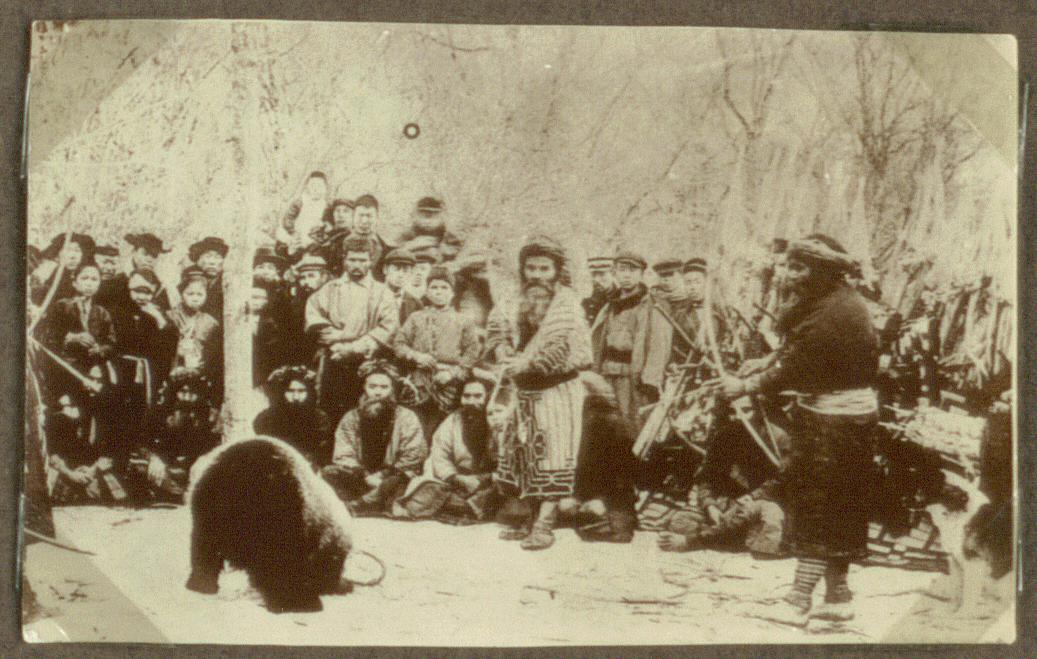
（3）熊を広場の杭につなぎ、エペレアイ（儀礼用の矢。刺されにくく加工されている）を射かけ、「遊ばせる」。1914年に撮影された写真。
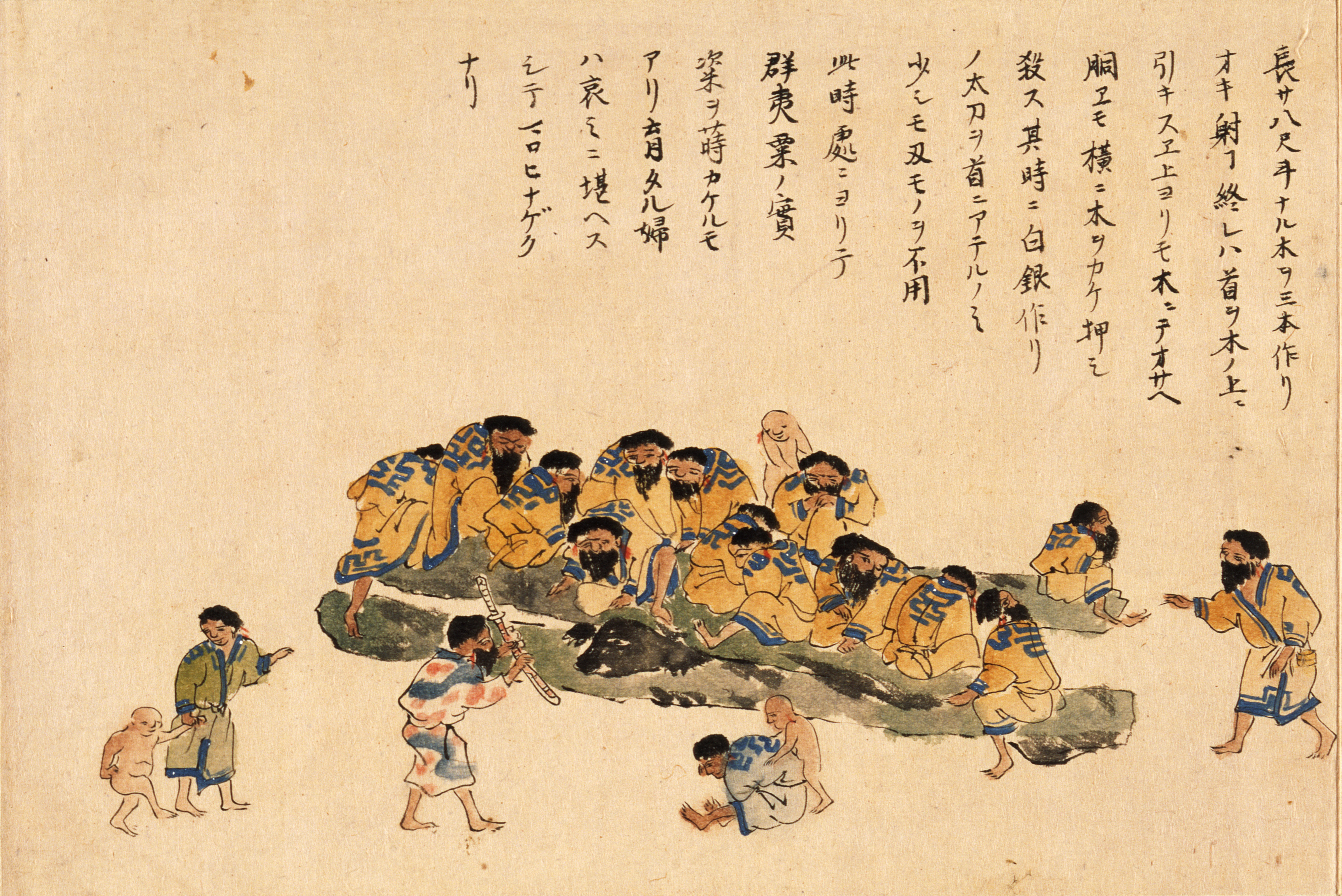
（4）熊を充分に遊ばせた後、丸太で首を挟んで魂と肉体を分離する。
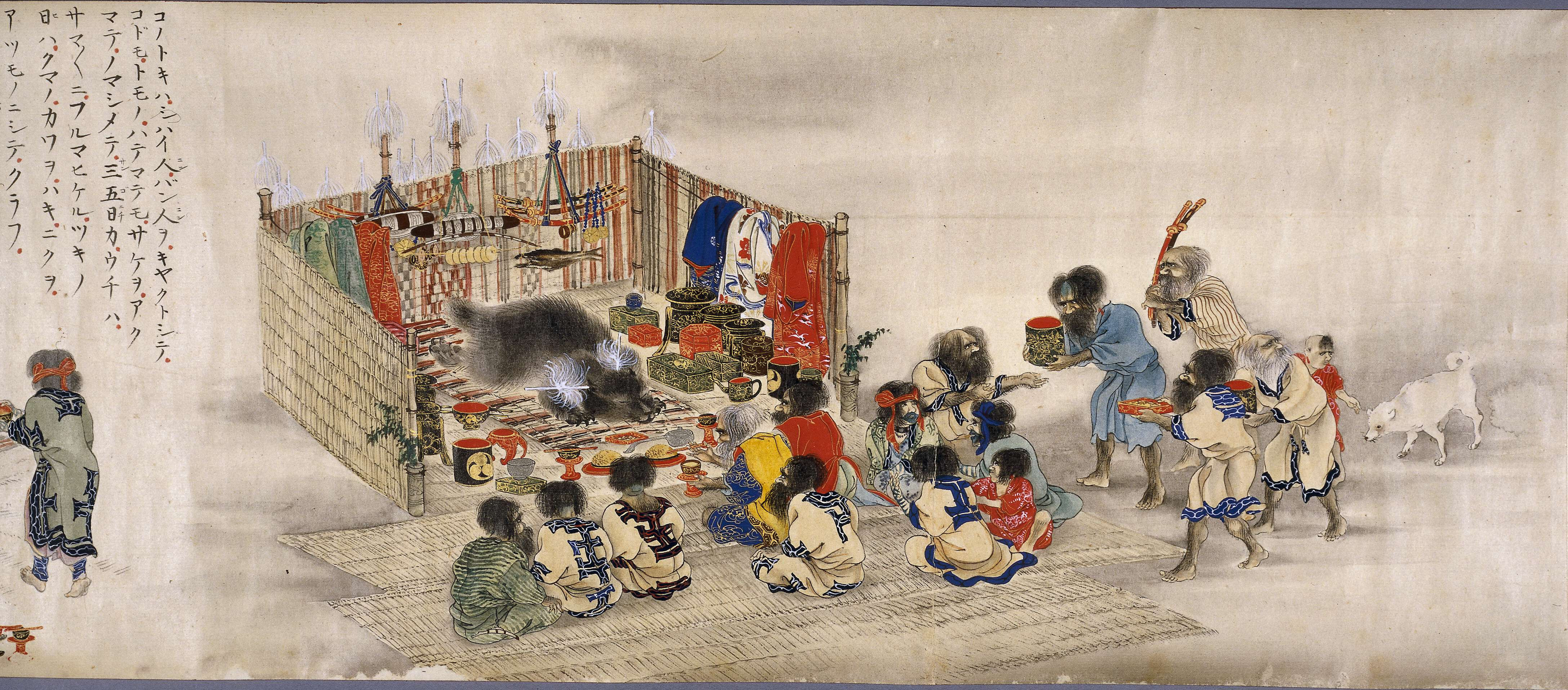
（5）祭壇に魂と分離した熊の肉体を安置し、酒やイナウを捧げ丁重に祈る。この後、神霊の宿る熊の頭骨をヌササン（幣場）に掲げて盛大にイナウを捧げる。
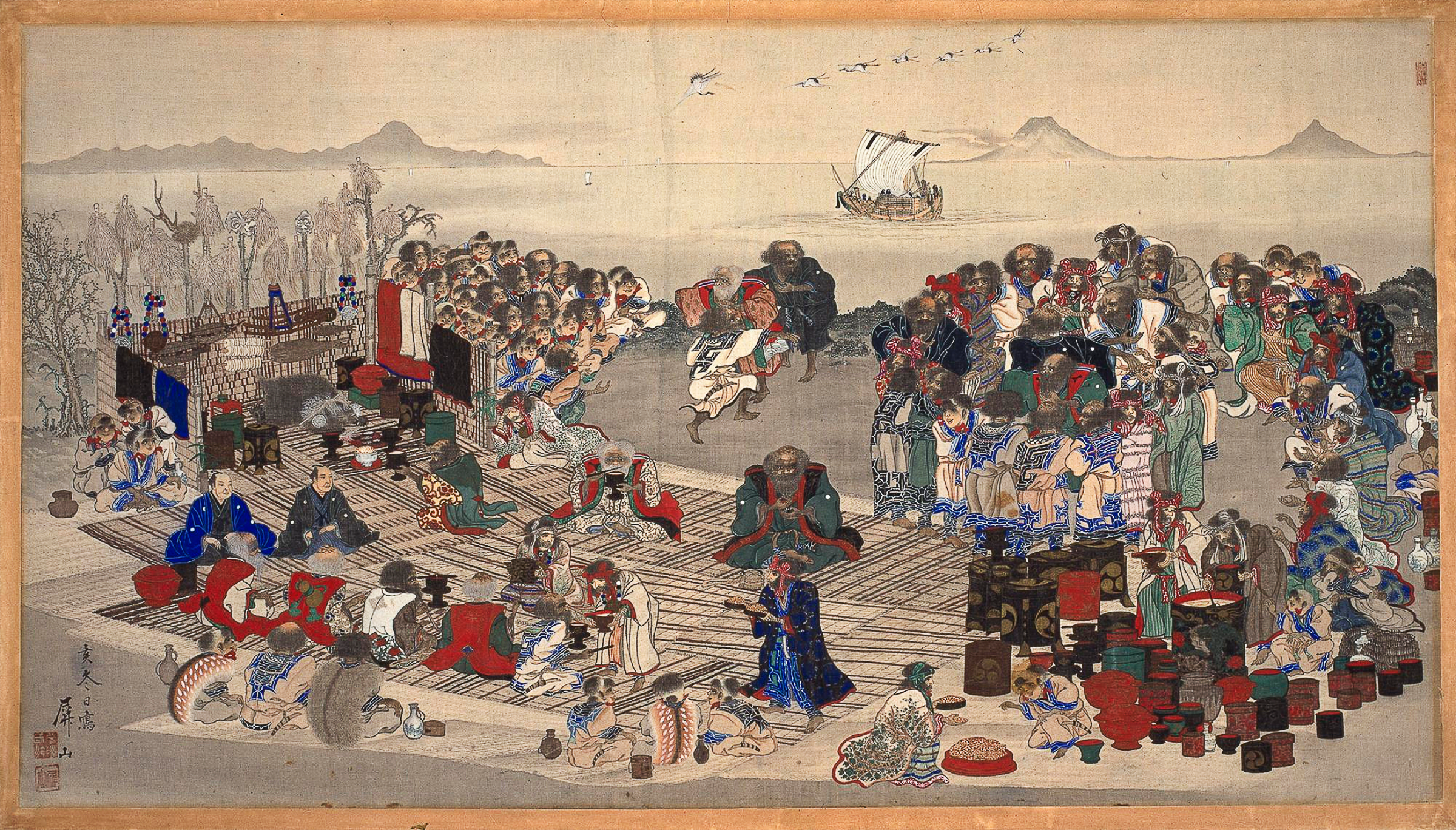
（6）イオマンテ後の祝宴。村人は宴と踊りに興じる。祭壇前の上座には、場所の支配人と思しき和人が座す。平沢屏山が1875年に描いたアイヌ絵より

### 熊以外のイオマンテ
熊以外の具体例では、シマフクロウ（コタンコロカムイ、'集落の守り神'）のイオマンテを一部の地域では重視されているが、梟送りは、カムイ・ホプニレとも呼称され、シマフクロウの送りは、「モシリコロカムイ･オブニレ」とも表記される。
またシャチ（レプンカムイ、'沖の神'）を対象とするイオマンテもある。キムンカムイ（ヒグマ）、コタンコㇿカムイ（シマフクロウ）、レプンカムイ（シャチ）などのイオマンテで送られるカムイは、神格の高いカムイであるとみなされる。

## 先史と起源
その起源については諸説ある。
イオマンテ起源については池田貴夫 (2000年)が、諸説をまとめている。渡辺仁（1974年）がオホーツク文化からの移入説を提唱（以下、 § オホーツク文化由来説参照）。
宇田川洋（1989年）によれば、まだ「原アイヌ文化」時代である15世紀(14世紀末)の頃から熊を「送り場」としただろう頭骨の出土例がみられるが、「狭義のイオマンテ」は 18 世紀中葉から世紀末以降だとしている。
シャクシャインの戦い（1669年）を遡る1665年、，2頭の仔熊を得たシャクシャインが、1等をオニビシに譲るかをめぐり確執が生じたが、この時期からイオマンテは成立しているものと、アイヌ史教授の中村和之（1999年）は論じている。
蝦夷が熊送りをおこなった文献例としては松宮観山『蝦夷談筆記』（宝永7/1710年)と坂倉源次郎『北海随筆』（元文4/1739年)が挙げられ、アイヌが捕えた子熊を（女性の乳を含ませるなどして）飼育し、年内の内にはと屠殺を行い、宴をおこなうという記述される。ただしその江戸期の筆者らは、肉を食う（熊胆を採取する）を目的したものととらえており、「熊送り」の部分は鮮明でない。上で触れたようにイオマンテについて詳述した古例は、秦檍麿にの『蝦夷見聞記』（寛政10/1798年）『蝦夷島奇観』（1799年）に"神は今日ヲマンテせり。よくよく飼養し給へ"等と明言される。
じつは樺太・北知床半島（現サハリンのテルペニア半島）のアイヌがイオマンテを行っていたというマルチン・ゲルリッツエン・フリースひきいる『フリース船隊航海記録』（1643 年）の記載があるが、従来見過ごされてきた文献例であると平山裕人が指摘する。

### オホーツク文化由来説
アイヌ文化期に先行する擦文文化期（13世紀まで）の遺構からは熊に関連する祭祀の痕跡が見当たらないことから、ふつうの「送り儀礼」であるオプニレや、ゆくゆくはより祭典化したイオマンテも、オホーツク文化（担い手はニヴフといわれる）からトビニタイ文化を経由してアイヌ文化が取り込んだとの見方がある。この土器から金属器に変わった移り目を「アイヌ文化」時代の到来と一般にいい、前近世の1450–1667年を充てるが、その頃にふつうの「送り儀礼」が伝来したというのはよしとして、宇田川の考証では、狭義の「子熊の飼育型のイオマンテ」の発祥は宇田川がいう「新アイヌ文化」（18世紀後半以降）のことだと思われるので、直結的には結びつかない隔たりがあると指摘される。

### 縄文文化（アイヌ）由来説
このほか、縄文時代のイノシシ祭りの対象動物がクマに置換されたとする説もある（考古学者瀬川拓郎の説。
（日本におけるイノシシ利用史も参照）。
春成秀爾（1995年）は、靺鞨文化の豚飼育が伝来したのをはじめに、やがて熊飼育の熊祭りに発展したとしている

### 昔のかたちの再現
本来は、カムイであればどんな（狩猟動物の）カムイでも構わなかったと推考されている。かつてアイヌが本州に居住していた頃に熊送りがおこなわれていたならば、対象はツキノワグマであったことは言うまでもない。

## 映像作品
- 北海道大学植物園内の「北方民族資料室」に、北海道帝国大学時代に記録されたクマ送りの映像が保存されている。
- 1977年に、平取町二風谷において萱野茂の指導のもとに行った祭りの映像が、映像民俗学者の姫田忠義により「イヨマンテ 熊おくり」として記録されている。
- 1985年1月、川上地方で28年ぶりにイオマンテを実施し、「世界民族音楽大系1 北・東アジア篇」、LD 日本ビクター発行に収めている。

## 影響
昭和24年（1949年）、古関裕而作曲、菊田一夫作詞、歌唱伊藤久男/コロムビア合唱団による歌謡曲『イヨマンテの夜』がヒットし、広く知られるようになった。だが、歌詞、旋律ともにアイヌのイオマンテとはかけ離れている。「イヨマンテの夜」の旋律はアイヌの伝統音楽と関係のない歌謡曲調のものである。歌詞は、夜間にかがり火を焚いて儀礼を執り行うものになっているが、実際の送り儀礼は日中行う部分が多く、夜間にかがり火は焚かない。また前奏に銅鑼の音のような効果音が入り、歌詞にはアフリカの太鼓であるタムタムのような擬音が登場しているが、アイヌ音楽に銅鑼や掌で打つ太鼓は存在せず、歌の伴奏は手拍子のみである。
また、毎年10月中旬から11月末にかけ、「イオマンテの火まつり」という行事を阿寒湖温泉にて開催しているが、内容はアイヌ音楽や舞踊を中心にした演出であり、本来のイオマンテとは別物である。
漫画「がきデカ」でも、主人公のこまわり君がギャグとして披露するシーンがある。